# Ronald Mkwanazi
Ronald „Ronnie“ Mkwanazi (* 1959 in Johannesburg) ist ein südafrikanischer Schauspieler.

## Leben
Mkwanazi war 1980 Gründungsmitglied des Soyikwa African Theatre, eines Theaterkollektivs mit sozial-politischem Hintergrund. Für das deutsche Fernsehen wurde er bei einer Europa-Tournee entdeckt. Er spielte 1985 in dem für den WDR produzierten Film Afrika am Rhein, Regie führte Pape B. Seck. 1988 spielte er die Hauptrolle im ZDF-Fernsehfilm Kalte Sonne, bei dem Lars Becker Regie führte.
In der Serie Lindenstraße spielte er von 1991 bis 1992 (Folge 281 bis 325) knapp ein Jahr lang die Rolle des David Motibe. Er hatte dem Regisseur Hans W. Geißendörfer vorgeschlagen, einen farbigen Schauspieler in der Lindenstraße einzuführen, und wurde selbst für die Rolle besetzt.